# Лето и дым
«Лето и дым» (англ. Summer and Smoke; первоначальное название — «Эксцентричность соловья»; англ. The Eccentricities of a Nightingale) — пьеса Теннесси Уильямса 1948 года. Произведение рассказывает об одинокой дочери священника (Альма Уайнмиллер), за которой ухаживает грубый доктор (Доктор Джон Бьюкенен младший), в которого она была влюблена в детстве.

## Действующие лица
- Альма (в детстве).
- Джон (в детстве).
- Мистер Уайнмиллер — священник, отец Альмы.
- Миссис Уайнмиллер — мать Альмы.
- Альма Уайнмиллер.
- Джон Бьюкенен.
- Доктор Бьюкенен — его отец.
- Роза Гонзалес.
- Папаша Гонзалес — её отец.
- Нелли Юэлл.
- Миссис Бэссит.
- Роджер Доремус.
- Мистер Креймер.
- Розмери.
- Вернон.
- Дасти.

Действие происходит в городке Глориоз-Хилл, штат Миссисипи, с начала девятисотых годов по 1916 год.

## Содержание пьесы
Пьеса «Лето и дым» состоит из двух частей: первая часть называется «Лето», вторая — «Зима». 
В прологе главные герои предстают перед читателем десятилетними детьми: Джон дразнит Альму в парке у фонтана для питья в виде каменного ангела (символическая фигура), далее они читают надпись на камне — «Вечность», что производит огромное впечатление на «поповскую дочку» Альму. Джона, сына доктора, не интересуют такие понятия, как «Душа» (исп. Alma) и «Вечность».
Через несколько лет в том же парке на празднике поёт Альма, которая осталась такой же трепетной и одухотворённой, как в детстве. Она настоящая девушка американского юга, что характерно для многих героинь Теннесси Уильямса. Там её встречает Джон, ведущий распутный образ жизни. Как врач, он ставит своей давней подруге диагноз доппельгангер. Во время их разговора выясняется, что Альма очень нравится доктору Бьюкенену-младшему и тот приглашает её прокатиться на автомобиле.
Альма приходит домой и оказывается, что её мать, психически нездоровая женщина (комический персонаж пьесы), украла шляпку. Это не первая её выходка, которая позорит честь семьи Уайнмиллер. Альма звонит Джону и приглашает его на заседание литературного кружка, который собирается у неё дома. Он приходит, а Альма читает знаковое стихотворение Уильяма Блейка «Тайна любви». Но Джон быстро покидает заседание.
Ночью Альма приходит в дом к доктору Бьюкенену и застаёт Джона с Розой Гонзалес, девушкой сомнительной репутации, отец которой содержит казино. Именно в это казино «Лунное озеро» главный герой и приглашает Альму. Он всё же любит её, но, поскольку не может идти против своей сущности и образа жизни, делает ей непристойное предложение. Альма не может понять, почему тот не хочет стать доктором, как его отец, и посвятить жизнь помощи людям, а не постоянным гулянкам. Джон не может понять причину скованности и ограниченности дочери священника, заботящейся только о душе, но никак не о теле.
Следующая часть — «Зима». Джон и Роза Гонзалес собираются в путешествие, пока отец Джона борется с эпидемией малярии. Но он неожиданно возвращается и гонит их из дому. Отец Розы, папаша Гонзалес, стреляет в доктора Бьюкенена-старшего.
Священник, мистер Уайнмиллер, читает молитву над умирающим. В это время Джон произносит монолог перед Альмой, который сам называет «лекцией по анатомии», обвиняет её в том, что у неё в голове «одни только заплесневелые предрассудки». И снова они не находят согласия.
После смерти отца Джон становится отличным доктором. Нелли Юэлл, ученица Альмы, давно влюблённая в Джона, собирается выйти за него замуж. Альма ведёт практически затворнический образ жизни. Она всё это время любила доктора, но предрассудки настолько овладевали девушкой, что она не могла решиться просто быть счастливой с молодым повесой. Теперь он изменился, и она — тоже. Но слишком поздно: Джон женится на Нелли, а Альма в последней сцене встречает коммивояжёра и, скорее всего, её ожидает печальная судьба женщины, репутация которой оставляет желать лучшего.

## Упоминания в пьесе
В пьесе упоминаются многие литературные деятели: например, эпиграфом к произведению служат строки из элегии Рильке. В тексте упоминаются Уильям Блейк и Оскар Уайльд, не совсем верно цитируется Эрнест Доусон. В советах по декорациям автор просит обратиться к картинам Джорджо де Кирико, в частности, Беседа среди руин.

## Переводы на русский язык
Перевод пьесы «Лето и дым» выполнен Я. Березницким. Кроме того, он перевёл на русский язык другую пьесу Уильямса, «Орфей спускается в ад».
Другой перевод принадлежит Г. Злобину. В его переводе название пьесы звучит как «Лето и дыхание зимы».

## Театральные постановки

### Бродвей
Впервые пьеса была поставлена в Music Box Theatre в Нью-Йорке 6 октября 1948 года. Главные роли исполнили Тод Эндрюс, Маргарет Филипс, Моника Бояр и Энн Джексон. Постановка выдержала 102 представления.
В 1952 году Джеральдин Пейдж исполнила главную роль в постановке Хосе Кинтеро в театре «Круг в квадрате» (Circle in the Square Theatre).
Пьеса была вновь поставлена в 1996 году в the Criterion Center Stage Right. Режиссёр — Дэвид Уоррен, в главных ролях Гарри Хэмлин и Мэри Макдоннел.

### Другие постановки вСША
Пьеса была поставлена в январе 2007 года в Paper Mill Playhouse, в Милбурне, штат Нью-Джерси. Режиссёр — Майкл Уилсон, в главных ролях Аманда Пламмер и Кевин Андерсон.

### Театр «Вест Энд» (Лондон)
В Лондоне премьера пьесы состоялась 17 октября 2006 года в Apollo Theatre. Постановка режиссёра Адриана Нобла, главные роли в которой исполнили Розамунд Пайк и Крис Кармак, первоначально состоялась в театре Nottingham Playhouse в Ноттингеме в сентябре того же года. Спектакль не имел коммерческого успеха и игрался в течение шести недель (вместо запланированных шестнадцати).

### Постановки в России
- 1976 — Петрозаводский театр
- 1980 — театре На Малой Бронной (режиссёр А. Эфрос, в главных ролях О. Яковлева и В. Качан).[1]
- 2005 — театр им. Комиссаржевской (режиссёр А. Бельский), в главных ролях Е. Игумнова и Е. Иванов).[2]
- 2007 — театральное училище имени Щепкина (режиссёр Н. Петрова).
- 2011 — Театр-студия ИРТ (Институт русского театра) на Раушской (режиссёр Е. Мурадова).

## Фильмография
По спектаклю в 1961 году режиссёр Питер Гленвилл снял одноименный фильм. Главные роли в нём исполняют Лоренс Харви и Джеральдин Пейдж. В других ролях снялись Рита Морено, Уна Меркел, Джон Макинтайр, Томас Гомес, Памела Тиффин, Малкольм Эттербери, Ли Патрик и Эрл Холлиман. Фильм выдвигался на премию «Оскар» в четырёх номинациях, в том числе за лучшую женскую роль (Джеральдин Пейдж).
По бродвейской версии был снят фильм под названием «Эксцентричность соловья», с Блайт Даннер в главной роли. Сценарий к фильму основан на более поздней версии пьесы, переработанной самим Уильямсом в 1965 году.
Обе версии были поставлены и в телевизионном варианте: в 1972 году, с Ли Ремик, Дэвидом Хедисоном и Барри Морсом, а также в 1976 году, под тем же названием «Эксцентричность соловья», с Блайт Даннер и Фрэнком Ланджеллой.